# Finn Arnesson
Finn Arnesson (1004-1062) fue un caudillo vikingo y consejero real escandinavo de Olaf II el Santo y Harald III de Noruega y más tarde Svend II de Dinamarca. Señor feudal (lendmann) de Austrått, y jarl de Halland.
Finn era uno de los ocho hijos (siete hermanos y una hermana) del lendmann Arne Arnmodsson y su esposa Tora Torsteinsdatter (hija de Thorstein Galge). Finn casó con la sobrina del rey Harald, Bergljot Halfdansdóttir, hija de Halfdan Sigurdsson (Halfdan Hadafylke) y hermana de Sigurd Syr.
Finn aparece como personaje de la saga Heimskringla del escaldo islandés Snorri Sturluson, así como sus hermanos Arni, Torberg y Kalv Arnesson. Snorri dedica un episodio donde Finn defiende enérgicamente al rey Olaf frente a Thorir Hund de Hålogaland.
En 1028, Finn y sus hermanos Arni y Torberg junto con el jarl de las Orcadas, Rögnvald Brusason acompañaron a Olaf Haraldsson a su exilio en el Rus' de Kiev. Regresaron con el rey Olaf, luchando en la batalla de Stiklestad en 1030, donde el rey Olaf murió.
Bajo el gobierno del rey Harald III, Finn mantuvo la hacienda y tierras en Austrått cerca de Ørland en Trøndelag. En 1051, su hermano, Kalv, murió en batalla sirviendo al rey Harald en la isla de Funen. Finn tuvo la convicción que el rey Harald había enviado a la muerte a Kalv a propósito y se rebeló contra la corona. Se dirigió a Dinamarca y se puso al servicio del rey Svend II que le nombró jarl y le asignó el gobierno de Halland.
En 1062, Finn luchó en la batalla de Niså (Slaget ved Niså) conflicto armado entre el rey Svend y el rey Harald, en la costa de Halland. Harald ganó la contienda y el rey Svend escapó. Finn rehusó escapar y fue capturado. El rey Harald perdonó su vida y le dejó libre en Halland.

## Herencia
Se casó con Bergljót Hálfdansdóttir (c.1010-1041) una hija de Halfdan Sigurdsson. De esa relación nacieron dos hijas:
- Ingibiorg Finnsdóttir quien se casó con Thorfinn Sigurdsson, jarl de las Orcadas y tras su muerte con Malcolm III de Escocia en segundas nupcias.[12]
- Sigrid Finnsdóttir, casó con el jarl Orm Eilivsson, nieto de Håkon Sigurdsson.[13]